# Nguyễn Duy Gia
Nguyễn Duy Gia (sinh năm 1938) là nhà quản lý kinh tế, Đảng viên Đảng Cộng sản Việt Nam, nguyên Tổng giám đốc Ngân hàng Nhà nước Việt Nam
Ông sinh năm 1938 tại huyện Triệu Phong, tỉnh Quảng Trị.

## Quá trình công tác
Lớn lên ông theo học ngành kinh tế.
Năm 1974, bảo vệ thành công luận án tiến sĩ khoa học Kinh tế tại trường Ðại học Tổng hợp Humboldt, Beclin, CHDC Ðức.
Ngày 20/2/1981 – 21/6/1986 ông được bổ nhiệm giữ chức Tổng Giám đốc Ngân hàng Nhà nước Việt Nam, và là người trẻ nhất được bổ nhiệm chức vụ này (kế nhiệm là Lữ Minh Châu).
Ông cũng chính là tác giả của tờ tiền giấy mệnh giá 30 đồng của Việt Nam, được in 2 lần vào các năm 1981 và 1985; Đây là tờ tiền độc nhất vô nhị trên thế giới, thể hiện tư tưởng khác biệt của ông nói riêng và các lãnh đạo Việt Nam nói chung trong giai đoạn đó.
Sau đó ông chuyển sang giữ chức Phó Hiệu trưởng rồi Hiệu trưởng của Học viện Hành chính Quốc Gia (1991 - 1997)
Sau khi nghỉ hưu ông chuyển sang công tác nghiên cứu khoa học.
Hiện ông đang giữ chức Viện trưởng Viện nghiên cứu Kinh tế Tài chính tại TP Hồ Chí Minh.